# Lotus 64
Der Lotus 64 war ein allradangetriebener-Monoposto-Rennwagen, der 1969 vom britischen Motorsportteam Lotus für das 500-Meilen-Rennen von Indianapolis gebaut wurde.
Nach dem Lotus 29, dem Lotus 34, dem Lotus 38 und dem revolutionären Lotus 56 war der 64 der fünfte Rennwagen, den Colin Chapman für das 500-Meilen-Rennen entwickelte. Der United States Automobile Club hatte im Frühjahr 1969 sowohl die Turbinen als auch den Allradantrieb in der USAC-Rennserie verboten, dieses Verbot für den Antrieb aber teilweise wieder aufgehoben, wenn alle vier Räder gleich groß waren und jeweils nur vier Inch Felgenbreite hatten.
Da der 56 eine Gasturbine hatte, entschloss sich Lotus zum Bau eines neuen Wagens. Finanziert wurde das Projekt von Ford, die einen V8-Turbomotor lieferten, und von STP. Andy Granatelli, Chief Executive Officer von STP und Rennstallbesitzer, hatte den Handel eingefädelt. Drei 64 wurden gebaut. Mario Andretti sollte den STP-Wagen fahren, Graham Hill und Jochen Rindt die beiden Werkswagen, die auch in den Farben des Sponsors lackiert waren.
Maurice Philippe übernahm so viel wie möglich vom 56 für den 64. Das lange Monocoque und die Aufhängung kamen im neuen Wagen zum Einsatz. Der größte Unterschied lag beim Motor. Da der 2,6-Liter-Turbomotor von Ford mehr als 700 PS leistete, wurde ein neues Getriebe entwickelt.
Alle drei Wagen nahmen am Training teil, aber Andretti hatte einen schweren Unfall und zerstörte seinen 64 dabei vollständig. Ausgelöst wurde der Unfall durch eine heißgelaufene Radnabe. Da diese Überhitzung auch bei den beiden anderen Einsatzwagen auftrat, wurden die Fahrzeuge trotz der schnellsten Trainingszeiten vom Rennen zurückgezogen.
Die Rennwagen wurden nach England verbracht und nie in einem Rennen eingesetzt. Lotus Cars ließ fast vierzig Jahre nach dem Bau einen 64 vollständig restaurieren und stellte den Wagen beim Goodwood Festival of Speed 2008 erstmals vor.